# Hexatoma ferax
Hexatoma ferax är en tvåvingeart som beskrevs av Alexander 1937. Hexatoma ferax ingår i släktet Hexatoma och familjen småharkrankar. Inga underarter finns listade i Catalogue of Life.